# Medet Tchobanov
 (février 2024).
Meded Tchobanov (en azéri : Mədəd Namaz oğlu Çobanov ; né le 11 avril 1937 à Darbazi, région de Bolnissi et mort le 2 juin 2023 à Bakou) est un turcologue et toponymiste, docteur en philologie, professeur, bénéficiant d'une pension personnelle. 

## Biographie
Meded Namaz oghlu Tchobanov est né le 11 avril 1937 dans le village de Darbaz, région de Bolnisi, Géorgie moderne. Il obtient le diplôme de l'Institut pédagogique d'État de Tbilissi, du nom d'Alexandre Pouchkine, et commence à enseigner dans son village natal de Darbaz. Après un an de travail comme enseignant, il est appelé au service militaire. Il est diplômé de l'école d'officier,. 

## Activité scientifique
En 1973, Medet Tchobanov soutient sa thèse pour le diplôme de candidat en sciences philologiques à Douchanbésur le thème « Vocabulaire des Shivas de la région de Bolnissi.» À partir de la même année, il travaille comme enseignant, professeur agrégé et professeur à la branche azerbaïdjanaise de l'Institut pédagogique d'État de Tbilissi du nom d'A.S. Pouchkine jusqu'en 1994. 
En 1992, il soutient sa thèse de doctorat en philologie sur le thème « Fondements de l'anthroponymie azerbaïdjanaise ». En 1993, il est nommé professeur.
Depuis 1994, Meded Tchobanov vit à Bakou et travaille comme vice-recteur de l'Université de Futurologie d'Azerbaïdjan, recteur de l'Université d'élite d'Azerbaïdjan, doyen de l'Institut d'études avancées et de recyclage professionnel dans le domaine de la pédagogie d'Azerbaïdjan.
Il est nommé chef du département des langues de l'École militaire supérieure d'Azerbaïdjan du nom de Heydar Aliyev et de l'Académie navale d'Azerbaïdjan, membre du Conseil d'experts de la Commission d'experts auprès du Président de la République d'Azerbaïdjan.
Meded Tchobanov est élu membre de la Société linguistique turque et membre à part entière de l'Académie des sciences de New York.  
Il enseigne pendant plusieurs années à l'Université pédagogique d'État d'Azerbaïdjan et à l'Université technique d'Azerbaïdjan, dirige des conférences et des séminaires.
Auteur de plus de 80 livres, dont 15 monographies, manuels et supports pédagogiques, M. Tchobanov était bénéficiant d'une pension personnelle du Président de la République d'Azerbaïdjan.
Il est participant des conférences internationales, scientifiques et théoriques, de colloques et de séminaires scientifiques et pratiques organisés en Azerbaïdjan, en Turquie, en Russie, en Géorgie et dans les pays d'Asie centrale. Ses articles et livres scientifiques sont publiés dans ces pays.
Il était directeur en chef du Centre éducatif du ministère de l'Éducation de la République d'Azerbaïdjan et membre de diverses commissions et comités de rédaction de journaux et magazines.